# Кубок Молдови з футболу 2019—2020
Кубок Молдови з футболу 2019–2020 — 29-й розіграш кубкового футбольного турніру в Молдові. Титул вперше здобув Петрокуб.

## Календар
| Раунд            | Дата                         | Матчі | Клуби   |
| ---------------- | ---------------------------- | ----- | ------- |
| Попередній раунд | 20 квітня 2019               | 9     | 49 → 40 |
| Перший раунд     | 3-4 травня 2019              | 16    | 40 → 24 |
| Другий раунд     | 24-25 травня 2019            | 8     | 24 → 16 |
| 1/8 фіналу       | 25 червня/5-7 липня 2019     | 16    | 16 → 8  |
| 1/4 фіналу       | 24-25 вересня/30 жовтня 2019 | 8     | 8 → 4   |
| 1/2 фіналу       | 21/25 червня 2020            | 4     | 4 → 2   |
| Фінал            | 30 червня 2020               | 1     | 2 → 1   |

## 1/8 фіналу
| Команда 1                | Заг. | Команда 2             | 1-й матч | 2-й матч |
| ------------------------ | ---- | --------------------- | -------- | -------- |
| 25 червня/5 липня 2019   |      |                       |          |          |
| Єдинці (3)               | 2:9  | Мілсамі               | 1:3      | 1:6      |
| Сперанца (Ніспорени)     | 9:1  | Сперанца (Дрокія) (2) | 6:1      | 3:0      |
| Петрокуб                 | 9:0  | Тигина (2)            | 7:0      | 2:0      |
| Шериф                    | 27:0 | Сірець (2)            | 12:0     | 15:0     |
| 26 червня/5 липня 2019   |      |                       |          |          |
| Кодру (Лозова)           | 10:1 | Вікторія (Бардар) (2) | 7:1      | 3:0      |
| 26 червня/6 липня 2019   |      |                       |          |          |
| Сфинтул Георге           | 3:0  | ФКМ Унгени (3)        | 1:0      | 2:0      |
| 26 червня/7 липня 2019   |      |                       |          |          |
| Спортинг (Трестієнь) (3) | 3:9  | Зімбру                | 2:4      | 1:5      |
| Динамо-Авто (Тирасполь)  | 11:0 | Маяк (Кірсова) (3)    | 8:0      | 3:0      |

## 1/4 фіналу
| Команда 1                 | Заг. | Команда 2               | 1-й матч | 2-й матч |
| ------------------------- | ---- | ----------------------- | -------- | -------- |
| 24 вересня/30 жовтня 2019 |      |                         |          |          |
| Мілсамі                   | 0:1  | Сфинтул Георге          | 0:1      | 0:0      |
| Зімбру                    | 2:5  | Петрокуб                | 1:2      | 1:3      |
| 25 вересня/29 жовтня 2019 |      |                         |          |          |
| Кодру (Лозова)            | 2:7  | Сперанца (Ніспорени)    | 2:2      | 0:5      |
| 25 вересня/29 жовтня 2019 |      |                         |          |          |
| Шериф                     | 6:0  | Динамо-Авто (Тирасполь) | 1:0      | 5:0      |

## 1/2 фіналу
| Команда 1         | Заг.    | Команда 2            | 1-й матч | 2-й матч |
| ----------------- | ------- | -------------------- | -------- | -------- |
| 21/25 червня 2020 |         |                      |          |          |
| Сфинтул Георге    | 7:4     | Сперанца (Ніспорени) | 5:2      | 2:2      |
| Петрокуб          | 2:2 (ч) | Шериф                | 1:0      | 1:2      |

## Фінал
| 30 червня 2020 21:00 (EEST) |

| Петрокуб | 0:0      | Сфинтул Георге |
| -------- | -------- | -------------- |
|          | Протокол |                |

| Зімбру, Кишинів Глядачів: 0 Арбітр: Амін Кургелі |

|                                              |     | Пенальті                                |  |
| Жардан · Дамашкан · Розгонюк · Цуркан · Русу | 5:3 | Штине · Санья · Свинаренко · Бондаренко |  |